# 동부흰눈썹긴팔원숭이

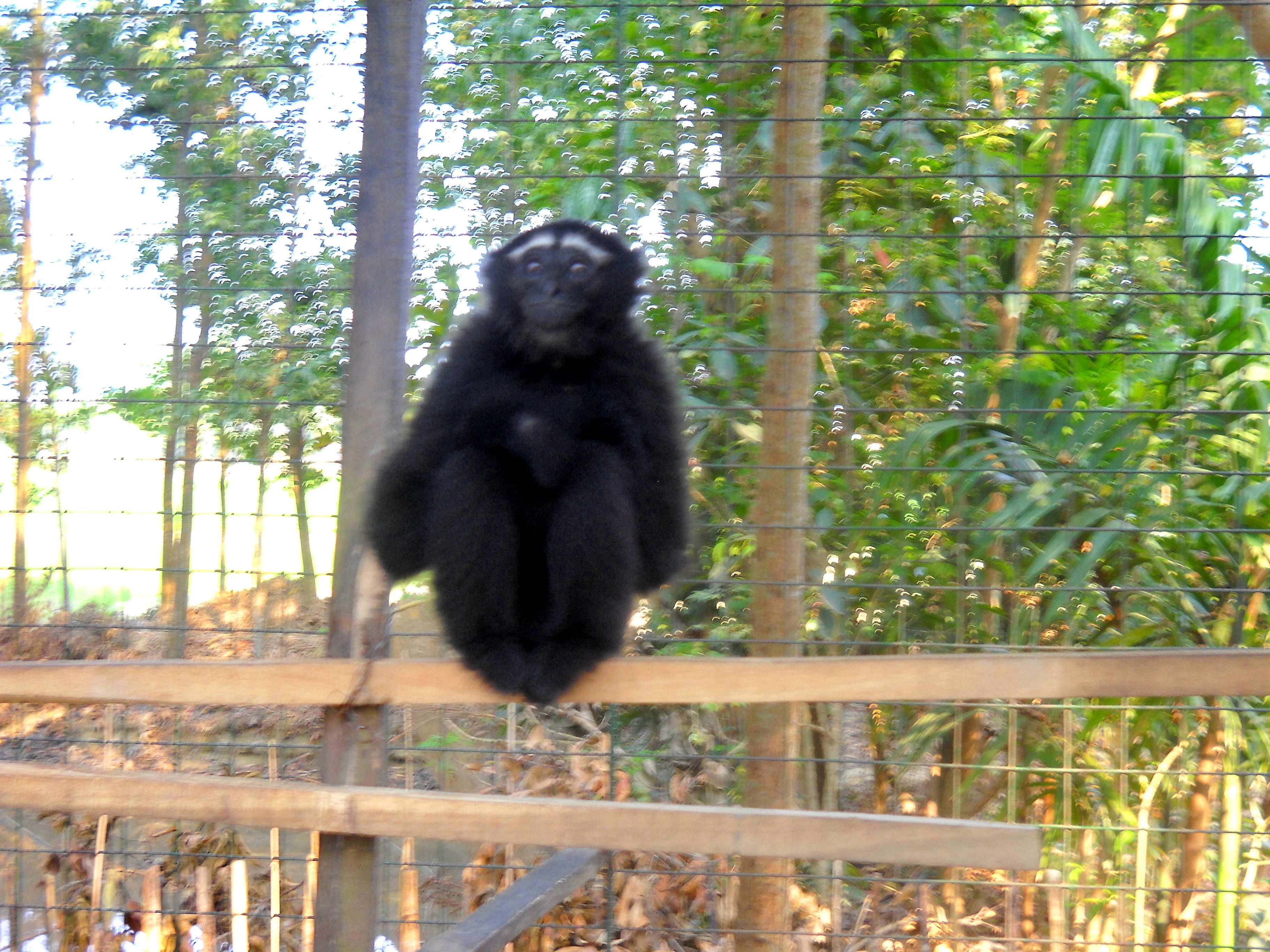

동부흰눈썹긴팔원숭이(학명: Hoolock leuconedys)는 긴팔원숭이과에 속하는 영장류이다. 이 종은 미얀마 친뒨강 동부와 중국 윈난성 남서부에서 발견된다.

## 분류
무트닉(Mootnick)과 그로브스(Groves)는 부노피테쿠스속(Bunopithecus)이라는 이름은 더 이상 유효하지 않다고 밝히고, 훌록속(Hoolock)이라는 새로운 속으로 분류하였다. 이 속은, 이전에는 아종으로 생각되었던 2개의 독특한 종 Hoolock hoolock과 Hoolock leuconedys를 포함하여 논쟁이 되었었다.